# ヴィルヘルム・ゲナツィーノ

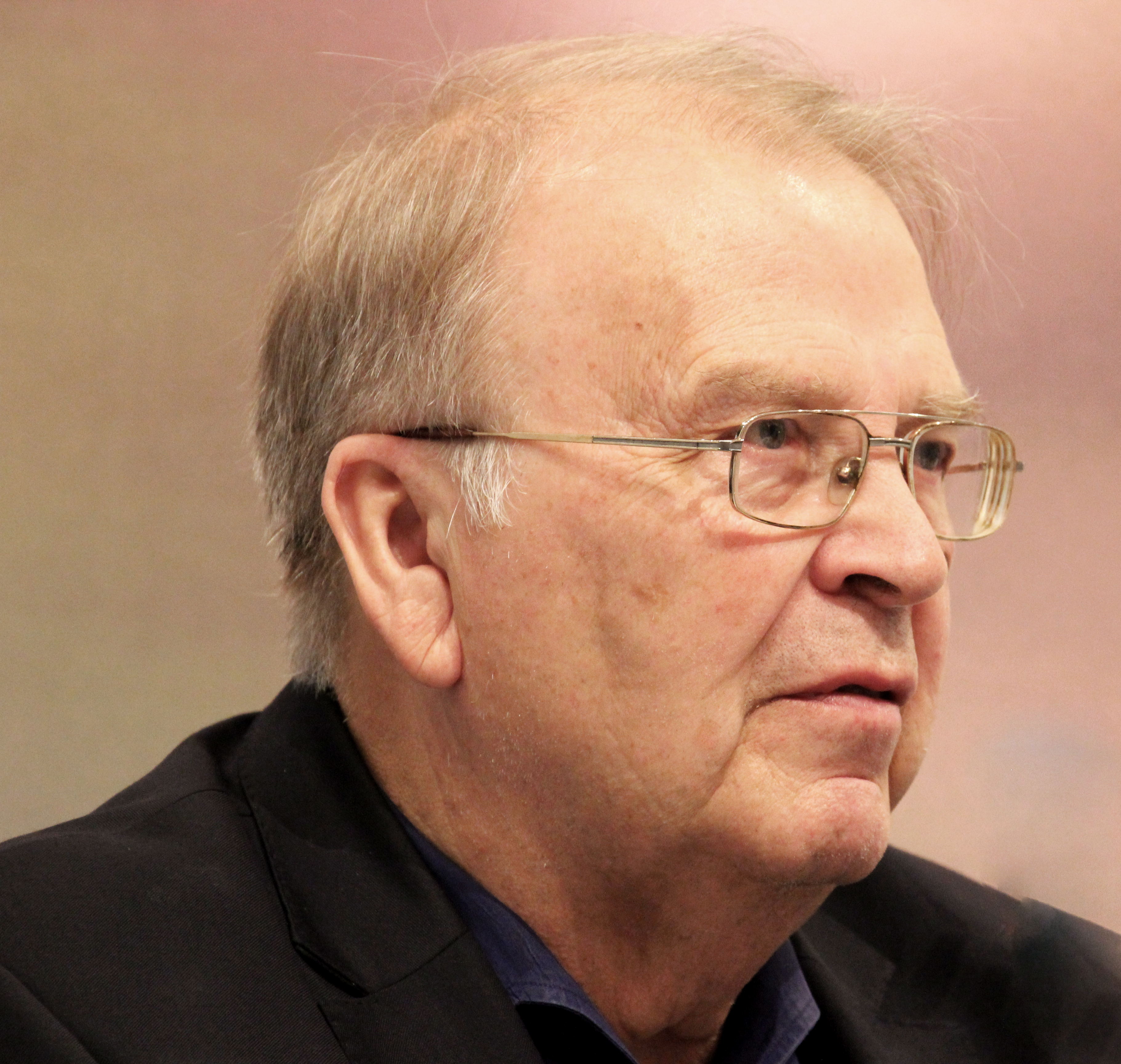
ヴィルヘルム・ゲナツィーノ

ヴィルヘルム・ゲナツィーノ（Wilhelm Genazino, 1943年1月22日 - 2018年12月12日）は、ドイツの作家。

## 経歴
マンハイムに生まれる。アビトゥーアに合格後、『ライン＝ネッカー新聞』(Rhein-Neckar-Zeitung) での見習いを経て、フランクフルト大学に入学しドイツ学や社会学、哲学を学んだ。1965年『ラスリーン通り』(Laslinstrasse) で小説家としてデビュー。しかしその後10年間作品を発表せず、大学卒業後はジャーナリスト、編集者、ラジオドラマの脚本家などとして働いていた。1971年までは風刺誌『パルドン』(pardon) の編集者、その後1980年から1986年まで『レーゼツァイヒェン』(Lesezeichen) 誌の共同発行人であった。
1970年代初頭から作家として独立するようになり、1977年から1979年にかけて、孤独な生活を送るサラリーマンの内面を描いた小説『アプシャッフェル』(Abschaffel) 三部作を発表。
長い間少数の読者にしか知られていない作家だったが、2001年の『そんな日の雨傘に』(Ein Regenschirm für diesen Tag) がテレビ番組で絶賛されたのをきっかけに一躍有名になった。ドイツ文学で最も権威のあるゲオルク・ビューヒナー賞（2004年）をはじめ、フォンターネ賞（2003年）、クライスト賞（2007年）など数々の賞を受賞している。
2018年12月12日、フランクフルト・アム・マインで死去。75歳没。

## 邦訳作品
- 『そんな日の雨傘に』 鈴木仁子訳、白水社、エクス・リブリス、2010年6月

## 作品
- Laslinstrasse (1965)
- Abschaffel-Trilogie:
  - Abschaffel (1977)
  - Die Vernichtung der Sorgen (1978)
  - Falsche Jahre (1979)
- Die Ausschweifung (1981)
- Fremde Kämpfe (1984)
- Der Fleck, die Jacke, die Zimmer, der Schmerz (1989)
- Die Liebe zur Einfalt (1990)
- Leise singende Frauen (1992)
- Die Obdachlosigkeit der Fische (1994)
- Das Licht brennt ein Loch in den Tag (1996)
- Die Kassiererinnen (1998)
- Ein Regenschirm für diesen Tag (2001)
- Eine Frau, eine Wohnung, ein Roman (2003)
- Die Liebesblödigkeit (2005)
- Mittelmäßiges Heimweh (2007)
- Das Glück in glücksfernen Zeiten (2009)